# Pyramidellidae
Pyramidellidae (tandhorens, traliehorens e.a.) zijn een grote familie van meestal zeer kleine mollusken met torenvormige of meer kegelvormige horentjes.
Deze familie telt meer dan 6000 soorten, onderverdeeld in meer dan 350 genera, waaronder Chrysallida, Eulimella, Folinella, Kleinella, Noemiamea, Odostomia, Ondina, Pyramidella, Syrnola, Tragula en Turbonilla. Deze familie van micromollusken is nog niet zo grondig bestudeerd geweest en de fylogenetische verhoudingen binnen de familie werden nog niet goed uitgewerkt. De Pyramidellidae werden lange tijd geclassificeerd onder de Mesogastropoda, maar men ontdekte veel meer gelijkenissen met de Opisthobranchia.

## Taxonomie
De Pyramidellidae worden onderverdeeld in meerder subfamilies.
Taxonomie van Ponder & Lindberg (1997)
- Chrysallidinae Saurin, 1958
- Cingulininae Saurin, 1959
- Cyclostremellinae Moore, 1966
- Eulimellinae Saurin, 1958
- Odostomellinae Saurin, 1959
- Odostomiinae Pelseneer, 1928
- Pyramidellinae J.E. Gray, 1840
- Sayellinae Wise, 1996
- Syrnolinae Saurin, 1958
- Tiberiinae Saurin, 1958
- Turbonillinae Bronn, 1849

Taxonomie van Schander, Van Aartsen & Corgan (1999)
- Superfamilie Pyramidelloidea  Gray, 1840 
  - Familie Amathinidae  Ponder, 1987 
  - Familie Ebalidae  Warén, 1994
  - Familie Odostomiidae  Pelseneer, 1928 
    - Subfamilie Odostomiinae  Pelseneer, 1928 
    - Subfamilie Chrysallidinae  Saurin, 1958
    - Subfamilie Odostomellinae  Saurin, 1958
    - Subfamilie Cyclostremellinae  Moore, 1966

  - Familie Pyramidellidae  J.E. Gray, 1840 
    - Subfamilie Pyramidellinae  J.E. Gray, 1840 
    - Subfamilie Sayellinae  Wise, 1996 

  - Familie Syrnolidae  Saurin, 1958 
    - Subfamilie Syrnolinae Saurin, 1958 
    - Subfamilie Tiberiinae  Saurin, 1958 

  - Familie Turbonillidae  Bronn, 1849 
    - Subfamilie Turbonillinae  Bronn, 1849 
    - Subfamilie Eulimellinae  Saurin, 1958 
    - Subfamilie Cingulininae  Saurin, 1959

Taxonomie van Bouchet & Rocroi (2005)
- Subfamilie Pyramidellinae  Gray, 1840 
  - Geslacht Pyramidellini  Gray, 1840 
  - Geslacht Sayellini  Wise, 1996  (voorheen subfamilie Sayellinae)
- Subfamilie Odostomiinae  Pelseneer, 1928 
  - Geslacht Odostomiini  Pelseneer, 1928 
  - Geslacht Chrysallidini  Saurin, 1958  (voorheen subfamilie Chrysallidinae)
  - Geslacht Cyclostremellini  D.R. Moore, 1966  (voorheen subfamilie Cyclostremellinae)
  - Geslacht Odostomellini  Saurin, 1959  (voorheen subfamilie Odostomellinae)
- Subfamilie Syrnolinae  Saurin, 1958  (voorheen subfamilie Syrnolinae)
  - Geslacht Syrnolini  Saurin, 1958 
  - Geslacht Tiberiini  Saurin, 1958  (voorheen subfamilie Tiberiinae)
- Subfamilie Turbonillinae  Bronn, 1849 
  - Geslacht Turbonillini  Bronn, 1849 
  - Geslacht Cingulinini  Saurin, 1958  (voorheen subfamilie Cingulininae)
  - Geslacht Eulimellini  Saurin, 1958  (voorheen subfamilie Eulimellinae)

### Geslachtenlijst
- (Nog niet compleet)
- Euparthenia Thiele, 1929

## Verspreiding
De dieren uit deze familie komen wereldwijd voor.

## Beschrijving van de schelp
De embryonale topwindingen zijn vaak heterostroof, stomp en vaak opzij gericht, maar ze kunnen ook ingerold zijn of andere vormen hebben. Op de columella staan meestal 1, soms tot 3 krachtige tandplooien. Soms vertonen ze ook tandplooien in de binnenlip.
De meeste horentjes zijn zeer klein (micromollusken), met uitzonderingen zoals Voluspa (tot 50 mm).

## Levensgewoonten
Typerend is de ectoparasitaire leefwijze. Sommige groepen hebben een lange arembole proboscis, met in plaats van een radula een spitse zuigstekel, waarmee het weefsel van uiteenlopende gastheren (onder meer vastzittende polychaeten) kan worden doorboord en met behulp van een pompsysteem in de farynx worden uitgezogen.

## Soorten aan de Europese kusten
Aan de Europese kusten komen onder andere de volgende soorten voor:
- Aartsenia candida (Møller, 1842)
- Brachystomia albella
- Brachystomia eulimoides
- Brachystomia lukisi
- Brachystomia rissoides
- Chrysallida angulosa (Monterosato, 1889)
- Chrysallida bjoernssoni Warén, 1991
- Chrysallida boucheti Peñas & Rolán, 1999
- Chrysallida brattstroemi Warén, 1991
- Chrysallida brevicula (Jeffreys, 1883)
- Chrysallida canariensis Nordsieck & Talavera, 1979
- Chrysallida clathrata (Jeffreys, 1848)
- Chrysallida dantarti Peñas & Rolán, 2008
- Chrysallida decussata (Montagu, 1803)
- Chrysallida dollfusi (Kobelt, 1903)
- Chrysallida elegans (de Folin, 1870)
- Chrysallida emaciata (Brusina, 1866)
- Chrysallida excavata (Philippi, 1836)
- Chrysallida eximia (Jeffreys, 1849)
- Chrysallida fenestrata (Jeffreys, 1848)
- Chrysallida fischeri (Hornung & Mermod, 1925)
- Chrysallida flexuosa (Monterosato, 1874)
- Chrysallida ghisottii (van Aartsen, 1984)
- Chrysallida hoeisaeteri Warén, 1991
- Chrysallida incerta (Milaschewitsch, 1916)
- Chrysallida indistincta (Montagu, 1808) - Slank traliehorentje
- Chrysallida intermixta (Monterosato, 1884)
- Chrysallida interstincta (J. Adams, 1797) - Ruw traliehorentje (vroeger Chrysallida obtusa (Brown, 1827)
- Chrysallida jeffreysiana (Monterosato, 1884)
- Chrysallida juliae (de Folin, 1870)
- Chrysallida kronenbergi van Aartsen, Gittenberger & Goud, 2000
- Chrysallida limitum (Brusina in de Folin & Périer, 1876)
- Chrysallida maiae (Hornung & Mermod, 1924)
- Chrysallida marthinae Nofroni & Schander, 1994
- Chrysallida micronana Öztürk & van Aartsen, 2006
- Chrysallida monozona (Brusina, 1869)
- Chrysallida monterosatii (Clessin, 1900)
- Chrysallida moolenbeeki Amati, 1987
- Chrysallida multicostata (Jeffreys, 1884)
- Chrysallida nivosa (Montagu, 1803)
- Chrysallida palazzii Micali, 1984
- Chrysallida pellucida (Dillwyn, 1817) - Klein traliehorentje (vroeger Chrysallida spiralis (Montagu, 1803))
- Chrysallida penchynati (Bucquoy, Dautzenberg & Dollfus, 1883)
- Chrysallida pirinthella (Melvill, 1910)
- Chrysallida rinaldii Micali & Nofroni, 2004
- Chrysallida sarsi Nordscieck, 1972 - Stomp traliehorentje (in het verleden aangezien voor C. decussata (Montagu, 1803))
- Chrysallida seamounti Peñas & Rolán, 1999
- Chrysallida sigmoidea (Monterosato, 1880)
- Chrysallida stefanisi (Jeffreys, 1869)
- Chrysallida sublustris (Friele, 1886)
- Chrysallida suturalis (Philippi, 1844)
- Chrysallida terebellum (Philippi, 1844)
- Chrysallida truncatula (Jeffreys, 1850)
- Chrysallida undata (Watson, 1897)
- Ebala nitidissima (Montagu, 1803) - Fijngestreept speldhorentje
- Eulimella acicula (Philippi, 1836) - Vlak speldhorentje
- Eulimella ataktos Warén, 1991
- Eulimella atlantis Peñas & Rolán, 1999
- Eulimella bogii van Aartsen, 1995
- Eulimella carminae Peñas & Micali, 1999
- Eulimella cerullii (Cossmann, 1916)
- Eulimella compactilis (Jeffreys, 1867)
- Eulimella cossignaniorum van Aartsen, 1995
- Eulimella fontanae van Aartsen, Gittenberger & Goud, 2000
- Eulimella neoattenuata Gaglini, 1992
- Eulimella oliveri Peñas & Rolán in Peñas et al., 2006
- Eulimella phaula (Dautzenberg & Fischer H., 1896)
- Eulimella protofunis Peñas & Rolán, 1999
- Eulimella scillae (Scacchi, 1835)
- Eulimella shelaghae van Aartsen, Gittenberger & Goud, 2000
- Eulimella similiebala Peñas & Rolán, 1999
- Eulimella sudis Peñas & Rolán, 1999
- Eulimella unifasciata (Forbes, 1844)
- Eulimella vanhareni van Aartsen, Gittenberger & Goud, 1998
- Eulimella ventricosa (Forbes, 1844)
- Evalea diaphana
- Evalea divisa
- Evalea obliqua
- Evalea warreni
- Ividella excavata
- Jordaniella nivosa
- Jordaniella truncatula
- Liostomia clavula
- Liostomia oblongula
- Noemiamea dolioliformis (Jeffreys, 1848)
- Odostomia acuta Jeffreys, 1848
- Odostomia conoidea (Brocchi, 1814)
- Odostomia conspicua Alder, 1850
- Odostomia eulimoides Hanley, 1844 - Glanzende tandhoren
- Odostomia plicata (Montagu, 1803)  - Slank tandhorentje (Turbo plicatus) (typesoort)
- Odostomia scalaris MacGillivray, 1843 - Mosselslurpertje
- Odostomia turrita Hanley, 1844 - Spits tandhorentje
- Odostomia umbilicaris (Malm, 1863)
- Odostomia unidentata (Montagu, 1803) - Breed tandhorentje
- Partulida spiralis
- Tragula fenestrata
- Turbonilla acuta
- Turbonilla crenata (Brown, 1827)
- Turbonilla fulvocincta
- Turbonilla jeffreysi
- Turbonilla lactea (Linnaeus, 1758 - Melkwit priemhorentje
- Turbonilla pusilla
- Turbonilla rufa (Philippi, 1836) - Gestreept priemhorentje
- Turbonilla rufescens